# قوات الاحتياط

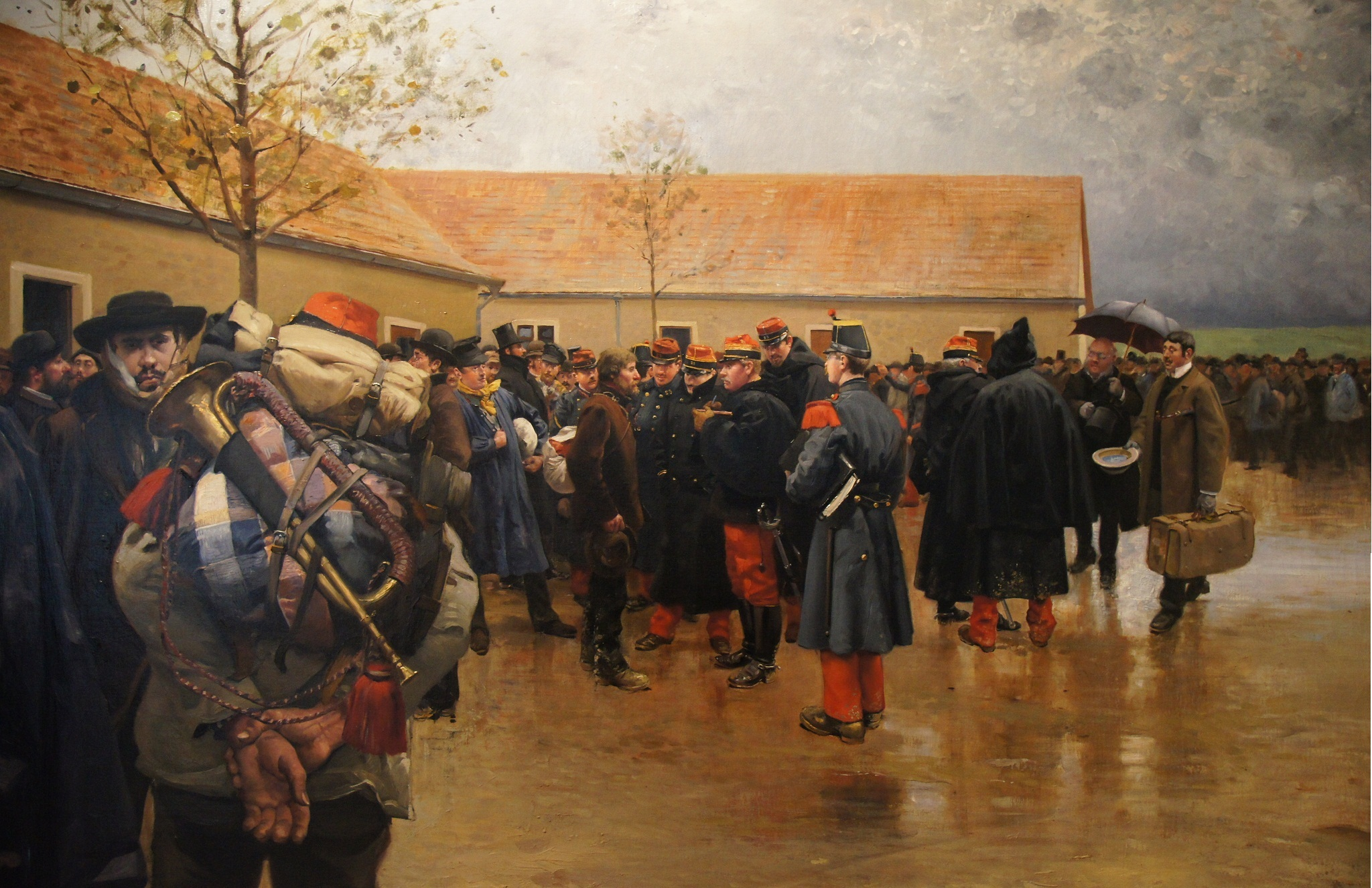
جنود احتياط فرنسيون بعد استدعائهم في بداية الحرب البروسية الفرنسية (1870)

قوات الاحتياط هي قوات عسكرية تتألف من مواطنين مدنيين مدربين تدريبًا عسكريًا نظاميًا، يتحولون وقت الحاجة إلى عسكريين.
لا ينضوي أفراد الاحتياط في الأوقات العادية تحت السلاح، ولكن يتعين عليهم ـ في أوقات التعبئة العسكرية للحروب وغيرها ـ أن ينضموا للقوات المقاتلة. ولا تعتبر قوات الاحتياط بصفة عامة ضمن الكيان الدائم للقوات المسلحة. ويتيح نظام الاحتياط للدول تخفيض نفقاتها العسكرية في أوقات السلم مع الحفاظ على قسم من الجيش على أهبة الاستعداد للحرب. ويشبه هذا النظام ما كان يتم قديمًا (قبل عصر الجيوش العاملة) من تعبئة عسكرية يُستدعى فيها الجنود من الحياة المدنية عند الحاجة. وتتألف قوات الاحتياط في بعض الدول (كالولايات المتحدة والمملكة المتحدة وكندا وإسبانيا) من مدنيين يحافظون على مهاراتهم العسكرية في عطلات نهاية الأسبوع مرة واحدة شهريًا في العادة.